# Michel Junot
Pour les personnes ayant le même patronyme, voir Junot.
Michel Junot, né le 29 septembre 1916 dans le 14e arrondissement de Paris et décédé le 20 juillet 2008 à Boulogne-Billancourt, est un haut fonctionnaire et un homme politique français, député de l’ancienne deuxième circonscription de la Seine de 1958 à 1962.

## Études et vie privée
Il effectue ses études aux lycées Carnot et Janson-de-Sailly puis à la Faculté de droit de Paris. Il obtient une licence en droit et un DES de droit public.
En 1979, il adhère au Cercle Renaissance.

## Chronologie de sa carrière préfectorale[3]
- 15 mai 1940 : Chef adjoint de cabinet du préfet de Seine-et-Oise.
- 1er juillet 1941 : Directeur du cabinet du préfet de l'Aube.
- 1er novembre 1941 : Reçu Rédacteur auxiliaire au ministère de l'Intérieur.
- 14 mars 1942 : Reçu en février au concours de Chef du cabinet de préfet, il est affecté au ministère.
- 16 avril 1942 : Chef du cabinet du Secrétaire général à l'Administration.
- 9 juin 1942 : Sous-préfet de Pithiviers à titre provisoire, confirmé le 30 avril 1943 et élevé au grade de 2e classe.
- 24 décembre 1943 : secrétaire général du Loiret.
- 15 août 1944 : Mis en disponibilité sans traitement ;

Le 1er novembre 1945, il est nommé chef de cabinet du commissaire général au tourisme.
- mars 1948 : Reclassé sous-préfet de 3e classe à compter du 16 mars 1944, et de 2e classe à compter du 16 mars 1948. Mis en disponibilité avec traitement. (Après la guerre, les fonctionnaires de Vichy ont souvent été ainsi réintégrés avec annulation des promotions de Vichy postérieures au débarquement des alliés en A.F.N.)
- 16 septembre 1948 – 27 octobre 1949 : chef de cabinet du secrétaire d'État à la présidence du Conseil (Paul Devinat).
- 1er janvier 1950 : détaché au ministère de la France d'Outre-Mer.
- 22 janvier 1951 : Secrétaire général de l’Indre.
- 11 mai 1953 : Sous-préfet de 1re classe. Détaché au secrétariat général de la Défense nationale.
- 4 juillet 1953 : Directeur de cabinet du Secrétaire d'État aux Travaux publics et à l'aviation civile (Paul Devinat).
- 12 novembre 1954 : Conseiller technique au Secrétaire d'État chargé de la fonction publique (René Billères).
- 23 février 1955 : Chef du cabinet du ministre de la Reconstruction et du logement (Roger Duchet).
- 5 octobre 1955 : Sous-préfet hors classe de Beaune.
- 30 juillet 1956 : Mission à l'administration centrale.
- 19 mars 1958 : Préfet de 3e classe. Détaché au ministère de la Reconstruction et du logement.
- 15 juillet 1958 : En disponibilité (campagne électorale).

De 1958 à 1962, il est député de ce qui est alors la 2e circonscription de la Seine. 
- 1er octobre 1964 : Il reprend sa carrière préfectorale comme détaché en qualité de conseiller technique du ministre des finances de la Côte-d'Ivoire jusqu'en juillet 1965.
- 1er août 1965 : en disponibilité jusqu'à sa retraite le 19 avril 1968[4].

## Carrière politique et autre
Député de la Seine sous l'étiquette "Indépendants et paysans d'action sociale" de 1958 à 1962, président d'honneur de la Maison de l'Europe, il est président d'honneur du Centre national des indépendants et paysans.
En 1969, il est administrateur de diverses sociétés; il devient en 1975 P.D.G. des Ascenseurs Westinghouse, et cela jusqu'à la revente des filiales françaises des Ascenseurs Westinghouse à KONO, puis il est de 1975 à 1977 P.D.G. de Westinghouse électrique France, et délégué du groupe en France.
En 1972, il est élu maire de Nanteuil-le-Haudouin (Oise) puis est choisi en 26e position par Jacques Chirac dans sa conquête de la mairie de Paris en 1977, devenant un de ses maires-adjoints. Il devient ensuite médiateur municipal.
Il a été député européen du 19 juin 1981 au 12 janvier 1983.
Proche d'Alain Griotteray, Michel Junot est politiquement considéré comme étant un conservateur. Proche de Chirac jusqu'en 1986, il est favorable à l'unification des partis de droite et ce serait, pour avoir proposé à Jacques Chirac un rapprochement avec Jean-Marie Le Pen, qu'il aurait été exclu du cercle de ses proches.
À la fin des années 1990, il participe à la fondation de la Droite libérale-chrétienne de Charles Millon avec Claude Reichman, Alain Griotteray et Michel Poniatowski. Michel Junot est un invité récurrent de Radio Courtoisie.
Son fils, Philippe Junot, homme d'affaires et play-boy épouse en 1978 Caroline de Monaco, dont il divorcera deux ans plus tard après quatre ans de vie commune.

## Poursuite judiciaire pour complicité de crime contre l’humanité
Ancien sous-préfet de Pithiviers (Loiret, département où se trouvaient deux importants camps d'internement pendant la Deuxième guerre mondiale, à Beaune-la-Rolande et à Pithiviers même), Michel Junot a été entendu comme témoin puis comme témoin assisté dans le cadre d'une information judiciaire pour « complicité de crime contre l'humanité » ouverte contre X en février par le parquet de Paris à la suite d'une plainte déposée contre lui un mois plus tôt par Marc Korenbajzer, dont la demi-sœur, alors âgée de trois ans, avait été arrêtée lors de la rafle du Vel d'Hiv le 17 juillet 1942, internée au camp de Beaune-la-Rolande, puis déportée et assassinée à Auschwitz respectivement les 25 et 31 août 1942. Korenbajzer avait expliqué fonder sa plainte sur des documents retrouvés aux archives nationales et départementales du Loiret démontrant que Michel Junot (en poste du 16 juin 1942 jusqu'en août 1943, puis de nouveau entre fin octobre 1943 et janvier 1944), avait un pouvoir de contrôle et de supervision sur les camps d'internements. Junot affirmait pour sa part n'avoir pris officiellement ses fonctions de sous-préfet que le 26 août 1942 (même si son procès-verbal d'installation était signé à la date du 16 juin 1942). M. Junot défendait avoir travaillé entre juin et août 1942 au secrétariat général de l'administration à Vichy, puis être parti en vacances. Il réfutait également tout pouvoir administratif sur les camps d'internement qui, selon lui, relevait de la préfecture du Loiret, n'apprenant leur existence qu'à la date de son installation.
M. Junot niait également avoir participé, en tant que chef de cabinet du Secrétaire général pour l'administration, à la réunion du 6 juillet 1942 à Paris des préfets régionaux où fut évoquée la mise en place de la politique d’arrestation massive des Juifs conformément aux accords Oberg-Bousquet tandis que la partie civile mettait en avant qu'elle avait retrouvé un document attestant de sa présence. 
Les journaux Le Point,et surtout L'Humanité se firent en particulier les relais de ces accusations. 
M. Junot poursuivit en justice France Info qui diffusait l'accusation en boucle toute la journée, et Radio France fut condamnée pour diffamation par la Justice française et la Cour européenne des droits de l'homme de Strasbourg. Pour leur part, Jacques Chirac et Serge Klarsfeld prirent sa défense.
Déjà en 1997 Michel Junot avait gagné neuf procès en diffamation. 
La disparition de Michel Junot met fin à cette nouvelle instruction judiciaire.

## Décoration
- Commandeur de l'ordre de l'Étoile noire (1954)[12]

## Œuvres
- 1940, tel que je l'ai vécu, 1998[13]